# Tyrfing-cirklen
Tyrfing-cirklen er en samling af nordiske legende, der har det fælles element, at de indeholder magiske sværd Tyrfing. To af legenderne findes i den Ældre Edda og Hervarar saga kan ses som en samling af disse legender.

## Smedning og forbandelsen
Den første dele omhandler fremstilling af sværdet Tyrfing af dværgene Durin og Davlin. De bliver tvunget til at fremstillet sværdet Svafrlami, konge over Gardarige, men som hævn forbandede de sværdet, så det ville dræbe en mand, hver gang det blevet trukket af skeden, så det ville være skyld i niddingdåde og at det ville dræbe Svarflami.
Svafrlami bliver dræbt i tvekmap med besærkeren Arngrim, der tager sværdet og giver det til sin søn Angantyr.

## Slaget på Samsø
Den anden del omhandler legenden Hjalmar, Orvar-Odd og duellen på Samsø. Arngrims tolv sønner møder Hjalmar og Orvar-Odd i duel, men de to helte dræber Arngrims sønner, selvom de er i undertal. Hjalmar bliver dog såret af Tyrfing og ender med at dø.

## Hervor
Den tredje del omhandler Angantyrs datter Hervor, og hvordan hun kræver at få udleveret Tyrfing fra sin faders spøgelse. Hun gifter sig senere og får sønnerne Angantyr og Heidrek.

## Heidrek
Del fire omhandler sagaen om Heidrek den vise, kongen af Goterne, og indeholder Gestumblinds gåder. Hvis drabet af Hjalmar er sværdets første niddingdåd er den anden det utilsigtede drab af Heidreks bror Angantyr. Den tredje og sidste er da Heidreks trælle dræber Heidrek under en en ekspedition til Karpaterne.

## slaget mellem goterne og hunnerne
Den femte del omhandler Heidreks sønner Angantyr og Hlöd, og om hvordan Hlöd invaderer goternes land med hjælp fra hunnernes horder.

## Sveriges historie
Den sidste del omhandler Sveriges historie, og landets kongerække fra Ivar Vidfamne til Filip